# Spark Unlimited
Spark Unlimited — студия-разработчик компьютерных игр, основанная в 2002 году, находится в Калифорнии, США. Была закрыта в мае 2015.

## Закрытие студии
4 мая 2015 года все сотрудиники студии были уволены а имущество стали продавать на сайте cmaauctions.com. Официально студия объявила о закрытии и своем уходе из игровой индустрии.
Всего Spark Unlimited создали 5 игр.

## Игры
- Call of Duty: Finest Hour — (GameCube, PlayStation 2, Xbox) (2004)
- Turning Point: Fall of Liberty — (PC, PlayStation 3, Xbox 360) (2008)
- Legendary — (PC, PlayStation 3, Xbox 360) (2008)
- Lost Planet 3 — (PC, PlayStation 3, Xbox 360) (2013)
- Yaiba: Ninja Gaiden Z — (PC, PlayStation 3, Xbox 360) (2014)